# En avant l'amnésique
En avant l'amnésique est le vingt-neuvième tome de la série Les Tuniques bleues de Lambil et Raoul Cauvin. Elle est publiée pour la première fois du no 2634 au no 2644 du journal Spirou, puis en album en 1989.

## Résumé
À la suite d'un accident lors d'une charge, le caporal Blutch a perdu la raison : il n'est plus qu'un corps inanimé. Le sergent Chesterfield fait tout ce qu'il peut pour que son fidèle ami regagne la raison et reste dans l'armée. Il y a plusieurs références à des albums précédents (Blue Retro, Les Cavaliers du ciel, Le David), qui représentent les efforts du sergent Chesterfield pour que Blutch retrouve la raison. Finalement, Blutch est renvoyé de l'armée, et part avec tous les blessés. 
Entre-temps, le sergent Chesterfield s'est mis à l'alcool et ne voit que des lézards rose à pois bleus. Mais lorsque les blessés parlent du cheval de Blutch, Arabesque, et lui apprennent que le capitaine Stark l'a pris comme monture, Blutch redevient aussitôt lui-même. Il participe à une bataille, mais aux côtés des Confédérés, pour regagner le camp. 
À la fin, Blutch est décoré, ce qui rend le sergent Chesterfield fou car il croit, mais à tort, que Blutch avait joué la comédie.

### Personnages
- Cornélius Chesterfield
- Caporal Blutch